# Cultura Voivodinei
Cultura Voivodinei este prezentă din cele mai vechi timpuri. Cea mai veche instituție culturală, Matica srpska, a fost fondată în 1826. Teatrul Național Sârb din Novi Sad a fost primul teatru profesionist din țară, fondat fiind în 1861. În prezent există mai multe teatre profesioniste, dintre care două interpretează piese și în maghiară (Teatrul Novi Sad și Teatrul Național Subotica), în timp ce slovacii, românii și rutenii au teatre semiprofesioniste. Peste patru sute de societății amatoare de artă și cultură cultivă dansul și muzica populară a tuturor grurpurilor etnice ce locuiesc în acestă zonă. Galeriile din Voivodina organizează câteva sute de expoziții anual. Provincia este de asemnea faimoasă pentru coloniile de artă a pictoriilor primitivi (naivi), de la Kovăcița, Uzdin și Šid.